# Конфедерација
Конфедерација (или савез држава, државни савез) је у својој суштини савез, који је појачан установљавањем једног заједничког органа, који нема апсолутно никакву вишу, централну власт која би конфедерацији давала обележје суверености. Конфедерација је један уговорни однос удруживања који државе међународно успостављају. Конфедерација нема ниједну од три класичне државне власти (законодавна, извршна, судска). Суштински – конфедерација нема средства и начине да одлуке централног, заједничког органа непосредно спроведе на територији својих чланица. 
Спровођење тих одлука, које се доносе једногласно (што очигледно носи огроман ризик блокаде и неефикасности у раду), зависи од воље држава-чланица - јер их оне спроводе. Отклањање ове иманентне особине конфедерације у америчком уставу и стварање федералне јурисдикције биће основно мерило разликовања између федерације и конфедерације. Тако конфедерација као правни однос, нема ни централну власт, ни своју територију, нити своје становништво. Њен конститутивни акт је међународни уговор, а не устав. Државе чланице поседују како право нулификације (вета), тако и право сецесије. Отуда је јасан закључак да конфедерација није држава, те стога не може ни бити ни облик сложене државе, већ је пре један појачани облик савеза. Конфедерација је савез неовисних, суверених држава, створен на основи међународног уговора, у сврху јединственог рјешавања неких питања од заједничког интереса. Конфедерацијом се не ствара нова држава, већ суверене државе у конфедерацији остају и даље самостални међународноправни субјекти. Према томе, конфедеративна власт је изведена из суверене власти држава чланица (на којима и даље остаје сувереност). Државе чланице пристају пренијети одређена суверена права на конфедерацију.
Пошто државе чланице конфедерације задржавају свој суверенитет, оне имају имплицитно право на сецесију. Политички филозоф Емерих де Вател је рекао: „Неколико суверених и независних држава може да се уједини непрекидном конфедерацијом, а да свака, посебно, не престане да буде савршена држава... Заједничка разматрања неће представљати насиље над суверенитетом сваке чланице“.
Под конфедерацијом, у поређењу са савезном државом, централна власт је релативно слаба. Одлуке које доноси општа влада у једнодомном законодавном телу, савету држава чланица, захтевају накнадну имплементацију од стране држава чланица да би ступиле на снагу; они нису закони који директно делују на појединца, већ имају више карактер међудржавних споразума.

## Обележја конфедерације
Конфедерација има барем једно стално заједничко тело, које јој даје привид државности, то је најчешће конфедеративна скупштина. Тиме се конфедерација разликује од обичног политичког савеза. Конфедеративна скупштина није никакав државни орган. Она је састављена од делегата држава чланица, и заправо је врло слична међународној конференцији. 
Одлуке у конфедерацији се доносе најчешће консензусом, иако све зависи како је начин одлучивања дефинисан у оснивачком уговору. Одлуке које доносе конфедеративна тела нису аутоматски обвезне за грађане држава чланица, него оне тек постају обвезне кад их државе чланице усвоје, тј. кад их озаконе на начин прописан њиховим властитим прописима. Тај поступак посебног усвајања конфедеративне одлуке у интерни пропис државе чланице назива се инартикулација. Према томе, не постоји непосредна власт конфедеративних тијела над грађанима држава чланица конфедерације.
Надлежност тела конфедерације ограничена је закљученим конфедеративним уговором, и смије се кретати само у границама допуштеним тим уговором. Редовно, конфедерација нема јединствену војску, порезе, државни прорачун нити држављанство. У конфедерацији је јединствена само она делатност ради које је основана.

## Примери

### Бенелукс
Бенелукс је политичко-економска унија држава Белгије, Холандије и Луксембурга везана уговорима и заснована на консензусу између представника држава чланица.
Због тога је Бенелукс понекад означен као „врста конфедерације“ од, на пример, белгијског државног министра Марка Ејскенса.

### Канада
У Канади, реч конфедерација има додатно неповезано значење. „Конфедерација“ се односи на процес (или догађај) успостављања или придруживања канадској савезној држави.
У модерној терминологији Канада је федерација, а не конфедерација. Међутим, за савременике Уставног закона из 1867. године, конфедерација није имала исту конотацију слабо централизоване федерације.

### Европска унија
Њена јединствена природа и политичка осетљивост која је окружује узрокују да не постоји заједничка или правна класификација за Европску унију (ЕУ). Међутим, она има извесну сличност са конфедерацијом (или са „новом“ врстом конфедерације) и са федерацијом.
Међутим, неки академски посматрачи чешће расправљају о ЕУ у смислу федерације. Као што је написао професор међународног права Џозеф Х. Х. Вајлер (са Хашке академије и Универзитета у Њујорку), „Европа је зацртала свој бренд уставног федерализма“. Жан-Мишел Жосела и Алејн Маркијано виде Европски суд правде у граду Луксембургу као примарну силу која стоји иза изградње федералног правног поретка за ЕУ, при чему Жосела наводи да би „потпуни прелазак са конфедерације на федерацију захтевало да се принципалност држава чланица вис-а-вис Уније директно замени принципом европских грађана. Као последица тога, конфедеративне и федералне карактеристике коегзистирају у правосудном пејзажу." Професор политичких наука са Рутгерса Р. Даниел Келемен рекао је: „Они којима је непријатно да користе реч 'Ф' у контексту ЕУ требало би слободно да га називају квазифедералним или системом налик федералном. Ипак, ЕУ има неопходне атрибуте федералног система. Упадљиво је да док се многи научници ЕУ и даље опиру њеној анализи као федерације, већина савремених студената федерализма гледа на ЕУ као федерални систем“. Томас Рис и Тања А. Борзел тврде да „ЕУ недостају само две значајне карактеристике федерације. Прво, државе чланице остају „господари“ уговора, односно имају искључиву моћ да прилагоћавају или мењају конститутивне уговоре ЕУ. Друго, ЕУ недостаје стварни капацитет „пореза и потрошње“, другим речима, нема фискалног федерализма“.
Валери Жискар д'Естен, председавајући експертског тела задуженог за израду уставне повеље Европске уније, био је суочен са снажним противљењем Уједињеног Краљевства укључивању речи „федерални“ или „федерација“ у нератификовани Европски устав и реч је замењена са било „заједница“ или „унија“.
Већина политичких група у Европском парламенту, укључујући EPP, S&D групу и Обновимо Европу, подржавају федерални модел Европске уније. Група ECR се залаже за реформисану Европску унију по конфедералној линији. Партија Браћа Италије, коју предводи Ђорђа Мелони, води кампању за конфедералну Европу. Приликом избора за председника ECR партије у септембру 2020. Мелони је рекла: „Наставимо да се заједно боримо за конфедеративну Европу слободних и суверених држава“.